# واریوماتیک
واریوماتیک (به انگلیسی: Variomatic ) ساده ترین دستگاه انتقال قدرت اتوماتیک بوده که اساس آن بر گریز از مرکز استوار است.
واریوماتیک توسط شرکت خودرو سازی داف در سال ۱۹۵۸ ارائه شده است.

## نحوه کارکرد
در ابتدای کار دو قسمت چرخ تسمه متحرک به وسیله نیروی فنر کاملاً به هم نزدیک شده قطر مؤثر آن افزایش میابد. چون طول تسمه ثابت است وقتی قطر چرخ تسمه متحرک افزایش یابد قطر چرخ تسمه محرک کمتر می شود. بنابراین در ابتدای کار موتور با دور زیادو گشتاور نسبتاً زیاد محور متحرک را با دور کم و گشتاور نسبی زیاد به حرکت در می آورد. وقتی دور چرخ ها که متصل به چرخ تسمه متحرک است افزایش یابد این افزایش دور عیناً به چرخ تسمه محرک و موتور تاثیر گذارده در نتیجه وزنه ها به خارج از مرکز پرتب می شوند. در اثر پرتاب وزنه ها دو قسمت چرخ تسمه محرک به یک دیگر نزدیک شده قطر مؤثر آن افزایش میابد. با ثابت بودن طول تسمه قطر چرخ متحرک کاهش یافته دور محور خروجی متناسب با افزایش دور موتور اضافه می شود.

## کاربرد
این دستگاه اخیراً برای سیستم انتقال قدرت موتورسیکلت ها نیز به کار رفته است.